# Route nationale 66 (France)
Pour les articles homonymes, voir Route nationale 66 et Route 66 (homonymie).
La route nationale 66, ou RN 66, est une route nationale française reliant en 2023 Saint-Nabord au col de Bussang. Elle continuait auparavant jusqu'à Mulhouse, voire Bâle (en Suisse), après avoir couvert des parcours plus longs auparavant.

## Histoire
Avant le déclassement de 1972, elle possédait également un tronçon de Bar-le-Duc à Épinal.
Certaines cartes du XIXe siècle attestent que le tronçon de l'actuelle route nationale 57 d’Épinal à Remiremont a appartenu un temps à la route nationale 66.
En 2021, la partie de la RN 66 située en Alsace devient la RD 1066 de la collectivité d'Alsace.

## Tracés

### Tracé actuel de Remiremont à Mulhouse

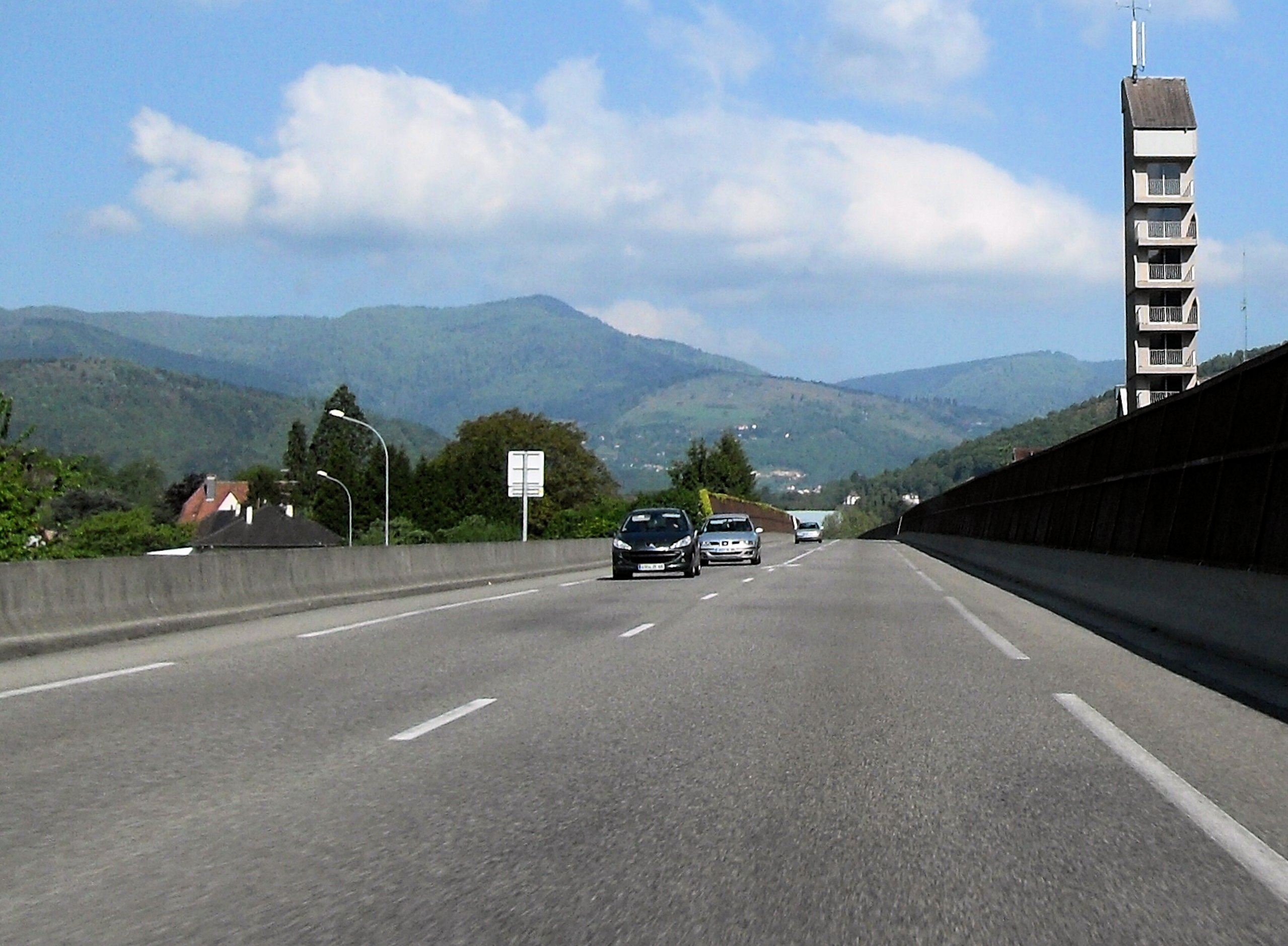
RN 66 à Saint-Amarin.

Le tracé actuel traverse la région Grand Est, hors Alsace.
Les communes traversées sont :
- Remiremont (km 173) (dévié) ;
- Rupt-sur-Moselle (km 187). La déviation de Rupt-sur-Moselle ouverte en novembre 2007 a allongé le parcours de 2 km environ. L'ancien tronçon est renommé RD 466. Cette déviation devrait être prolongée à terme jusqu'à Saint-Maurice-sur-Moselle ;
- Ferdrupt (km 194) ;
- Ramonchamp (km 196) ;
- Le Thillot (km 198) ;
- Fresse-sur-Moselle (km 200) ;
- Saint-Maurice-sur-Moselle (km 203) ;
- Bussang (km 208) ;
- Urbès (km 218) ;
- Saint-Amarin (km 225) (dévié depuis 1995) ;
- Malmerspach (km 226) ;
- Moosch (km 227) ;
- Willer-sur-Thur (km 229) ;
- Bitschwiller-lès-Thann (km 231) ;
- Thann (km 234) ;
- Vieux-Thann (km 235) ;
- Mulhouse (km 255) (avant 2006).

### Ancien tracé de Mulhouse à Bâle
Au 1er janvier 2006, le tronçon entre l'autoroute A36 et la RD 68 (Morschwiller-le-Bas) a été transféré au département du Haut-Rhin et est connu sous le nom de RD 68.
Le tronçon de Mulhouse à Bâle a été progressivement déclassé en RD 66 et en RD 201.
Les communes traversées sont :
- Lutterbach ;
- Pfastatt ;
- Mulhouse ;
- Rixheim ;
- Habsheim ;
- Sierentz ;
- Bartenheim ;
- Saint-Louis ;
- Bâle (frontière km 286).

## Voie express dans les Vosges

### Situation actuelle
La nationale 66 est en 2 × 2 voies avec carrefours dénivelés à son début dans le département des Vosges. Voici la liste des sorties de la nationale 66 dans le sens Remiremont/Mulhouse :
- Échangeur entre N57 et N66 ;
- 30 - ZA de Choisy (uniquement dans le sens Remiremont/Mulhouse) ;
- 31 - Remiremont - Saint-Étienne-lès-Remiremont - Gérardmer - Saint-Amé - La Bresse ;
- 32 - Les Bruyères - Centre Commercial Cora (échangeur partiel) ;
- 33 - Vecoux - Dommartin-lès-Remiremont ;
- Carrefour giratoire entre N66 et D466 (Rupt-sur-Moselle, Faucogney-et-la-Mer) ;
- Carrefour giratoire entre N66 et D466 (Ferdrupt, Ramonchamp).

### En projet
Liste des sorties prévues :
- 34 - Rupt-sur-Moselle - Faucogney-et-la-Mer (transformation du rond-point en carrefour dénivelé) ;
- 35 - Ferdrupt - Ramonchamp (transformation du rond-point en carrefour dénivelé) ;
- 36 - Le Thillot - Le Ménil - Cornimont - Ventron ;
- 37 - Saint-Maurice-sur-Moselle - Giromagny - Belfort - Ballon d'Alsace ;
- 38 - Bussang.

## Ancien tracé

### De Bar-le-Duc à Ligny-en-Barrois

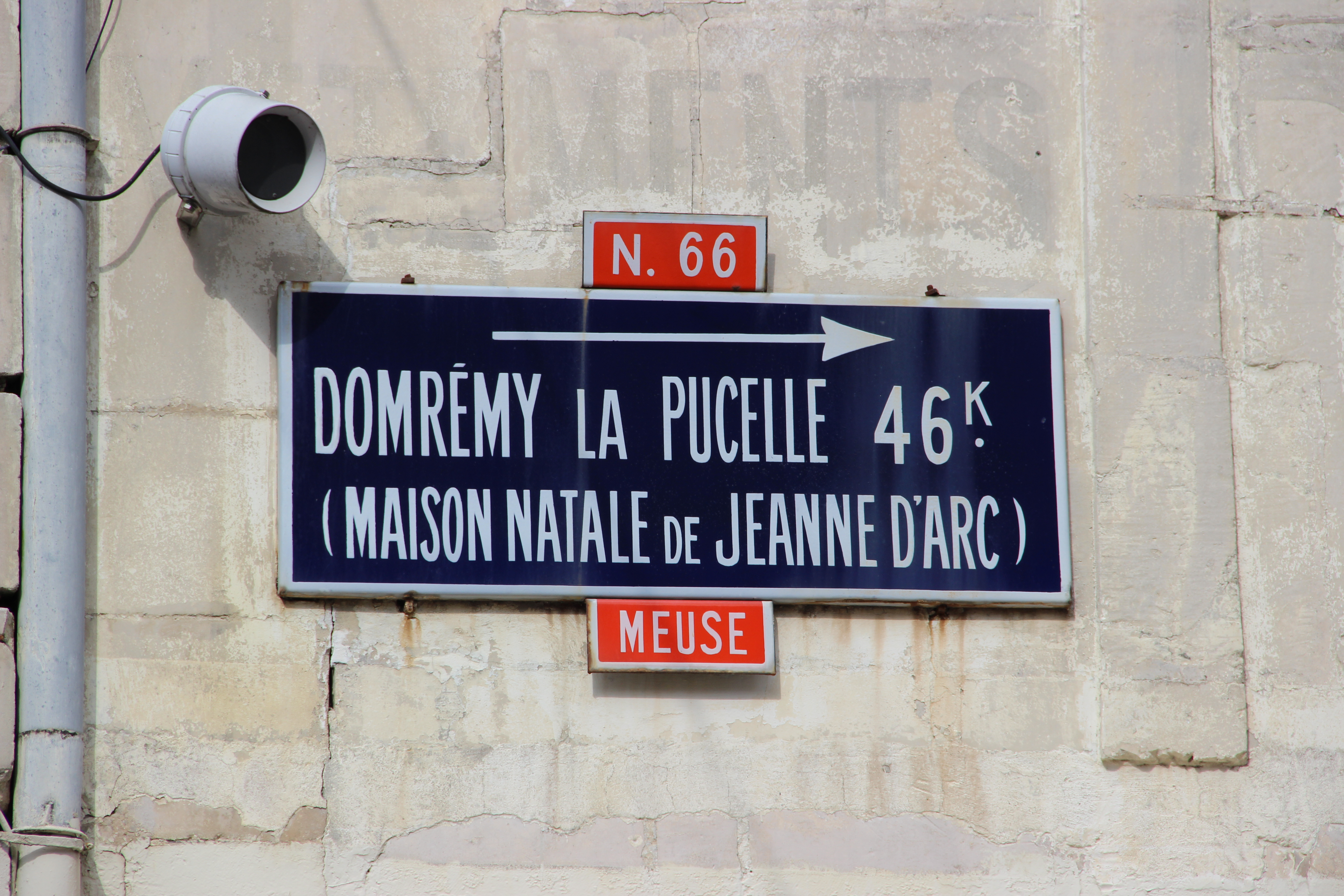
Panneau indicateur de l'ancienne RN 66 à Ligny-en-Barrois.

L'actuelle route nationale 135 est en fait un tronçon de l'ancienne RN 66 à l'origine. Il passait par les communes de :
- Bar-le-Duc ;
- Longeville-en-Barrois ;
- Tronville-en-Barrois ;
- Velaines ;
- Ligny-en-Barrois.

### De Ligny-en-Barrois à Épinal
La route a été déclassée dans les années 1970 en RD 966 dans la Meuse et RD 166 dans les Vosges. Elle traversait les communes de :
- Saint-Amand-sur-Ornain ;
- Tréveray ;
- Demange-aux-Eaux ;
- Baudignécourt ;
- Houdelaincourt ;
- Abainville ;
- Gondrecourt-le-Château ;
- Vouthon-Bas ;
- Vouthon-Haut ;
- Greux, tronçon commun avec l'ancienne route nationale 64 via Domrémy-la-Pucelle jusqu'à Neufchâteau ;
- Rouvres-la-Chétive ;
- Châtenois ;
- La Neuveville-sous-Châtenois ;
- Houécourt ;
- Gironcourt-sur-Vraine ;
- Ménil-en-Xaintois ;
- Dombasle-en-Xaintois ;
- Rouvres-en-Xaintois ;
- Ramecourt ;
- Mirecourt ;
- Mattaincourt ;
- Velotte-et-Tatignécourt ;
- Racécourt ;
- Dompaire ;
- Darnieulles ;
- Uxegney ;
- Épinal.

### D'Épinal à Remiremont
Dès la fin du XIXe siècle (1887), la RN 66 et la route nationale 57 font tronçon commun d’Épinal à Remiremont, en passant par :
- Dinozé ;
- Arches ;
- Pouxeux ;
- Saint-Nabord.

Mais certaines cartes du XIXe siècle attestent que ce tronçon fut un temps propre à la RN 66. La RN 57 passait alors par Xertigny (actuelle RD 434) pour rejoindre Plombières-les-Bains (actuelles RD 3 et RD 63).

## Dans les arts
- Avec la route nationale 66 en Belgique et la Bundesstraße 66 en Allemagne, la RN 66 est sujet du livre bilingue Au nom de la Route 66 - Trois voyages en Europe / Im Namen der Route 66 - Drei Reisen in Europa de Roland Siegloff (texte) et Thierry Monasse (photos).